# Павле Лилер
Павле Лилер (Београд, 1903 — 1975) био је српски архитекта. Познат је по свом раду у оквиру Моравске бановине током тридесетих година 20. века.
Иако је устаљено мишљење научне јавности било да је Павле Лилер припадник руске емиграције, новија истраживања показују да је овај податак нетачан. Лилер је био српско-немачког порекла. Његов отац Хенрик био је Немац, док је мајка Милица била српског порекла. Павле Лилер је био православне вероисповести и целокупан живот и рад је усмерио на допринос архитектури у Србији.

## Биографија
Лилер је рођен 1903. године у Београду. Образовање је стекао у области архитектуре, а током тридесетих година  живео је и радио у Нишу. Тада је био запослен као архитекта у одељењу Моравске бановине, где је учествовао у урбанистичком и архитектонском решењу Нишке Бање.
Средином тридесетих година поред архитектуре обављао је и функцију градског већника у Нишу за време управе бана Марка Новаковића. У јулу 1937. године на свечаности поводом шездесет година од ослобођења Ниша од Турака одликован је Орденом југословенске круне петог реда.
Умро је 1975. године, оставивши иза себе вредно архитектонско наслеђе.

## Стваралаштво
Био познат по свом доприносу развоју архитектуре у Моравској бановини, где је радио на унапређењу урбанистичких решења и инфраструктуре.

### Одабрана дела
- Регулациони план Нишке Бање (1933) – Израђен у сарадњи са архитектором Душаном Миросављевићем, овај план је поставио темеље за развој Нишке Бање као модерног бањског центра.
- Зграда Новог купатила (1936) – Монументално купатило изграђено је као симбол модернизације и развоја бањског туризма у Нишкој Бањи.
- Бановински хотел (1933–1934) – Резиденцијални хотел за службенике Моравске бановине, овај објекат је пример функционалности и естетике у духу архитектонских трендова тог времена.